# عايزة أتجوز (فلم)
عايزة أتجوز هو فيلم موسيقي رومانسي كوميدي مصري تم إنتاجه عام 1952، قصة وحوار أبو السعود الإبياري، وسيناريو وإخراج أحمد بدرخان وبطولة فريد الأطرش، نور الهدى، سليمان نجيب، عبد السلام النابلسي وليلى الجزائرية.

## ملخص القصة
تدور أحداث القصة حول المطربة «نور» وحيرتها الكبيرة بين «سمير» الذي يحبها من كل قلبه ولكنه لا يعرض عليها مسألة الزواج، وبين عمه الثري الذي يعتبرها محبوبته ولكنه لا يقرر الزواج منها أيضًا، ولكن حياة «نور» وعاداتها وتقاليدها الصعيدية تفرض عليها الزواج وعدم الدخول في علاقات عاطفية فقط دون زواج، تقابل نور مطربًا «وحيد» وتقع في غرامه.

## فريق العمل
إخراج: أحمد بدرخان
تأليف:
- أبو السعود الإبياري (قصة وحوار)
- أحمد بدرخان  (سيناريو)

إنتاج: أفلام فريد الأطرش
بطولة:
- فريد الأطرش (فريد/علي)
- نور الهدى (نور)
- سليمان نجيب (وجدي بيه)
- عبد السلام النابلسي (وجيه بيه كريستال)
- ليلى الجزائرية (ليلى)
- زينات صدقي (زينب)
- سراج منير (طاهر باشا)
- سعيد أبو بكر
- ثريا فخري (عليّا هانم)

## أغاني الفيلم
من ألحان فريد الأطرش
- هل هلال العيد (غناء نور الهدى وكلمات بيرم التونسي)
- أيامي الحلوة (غناء فريد الأطرش وكلمات أحمد منصور)
- يا ما جوا الدولاب مظاليم (غناء فريد الأطرش وكلمات أبو السعود الإبياري)
- خليني أخرج من هنا (غناء فريد الأطرش ونور الهدى وكلمات عبد العزيز سلام)
- زعلانة (غناء نور الهدى)
- عايزة أتجوز (غناء فريد الأطرش ونور الهدى وكلمات بيرم التونسي)

## روابط خارجية
- مقالات تستعمل روابط فنية بلا صلة مع ويكي بيانات